# 洛戈纳达乌拉斯
洛戈纳达乌拉斯（法語：Logonna-Daoulas，法語發音：[lɔɡɔna daulas]）是法国菲尼斯泰尔省的一个市镇，属于布雷斯特区。

## 地理
洛戈纳达乌拉斯（48°19'14"N, 4°17'55"W）面积12.14 平方千米，位于法国布列塔尼大區菲尼斯泰尔省，该省份为法国最西部的省份，位于布列塔尼半岛西部，北西南三面环大西洋，东临阿摩尔滨海省和莫尔比昂省。
与洛戈纳达乌拉斯接壤的市镇（或旧市镇、城区）包括：普卢加斯泰勒-达乌拉斯、达乌拉斯、奥皮塔康夫鲁、伊尔维亚克。

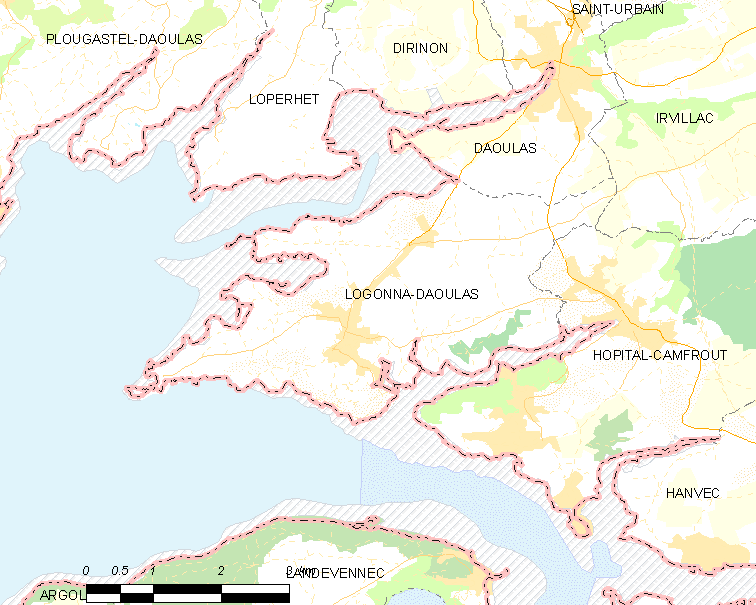
洛戈纳达乌拉斯的OSM定位图

洛戈纳达乌拉斯的时区为UTC+01:00、UTC+02:00（夏令时）。

## 行政
洛戈纳达乌拉斯的邮政编码为29460，INSEE市镇编码为29137。

## 政治
洛戈纳达乌拉斯所属的省级选区为蓬德比莱基梅尔县。

## 人口

1962-2008年间洛戈纳达乌拉斯人口变化图示

洛戈纳达乌拉斯于2022年1月1日时的人口数量为2127人。